# Club Deportivo Atlético Marte
Il Club Deportivo Atlético Marte è una società calcistica con sede a San Salvador in El Salvador.
Fondato nel 1950 il club milita nella Primera División de Fútbol Profesional.

## Palmarès

### Competizioni nazionali
- Primera División: 8

1955, 1956, 1957, 1969, 1970, 1980-81, 1982, 1985
- Segunda División: 1

2008 Apertura

### Competizioni internazionali
- Coppa delle Coppe Concacaf: 1

1991

### Altri piazzamenti
- CONCACAF Champions' Cup:

Finalista: 1981